# Nicholas Cook
Pour les articles homonymes, voir Cook.
Nicholas Cook, né le 5 juin 1950 à Athènes en Grèce, est un musicologue britannique.

## Biographie
Nicholas Cook était professeur de musique au Royal Holloway, où il a dirige le centre de recherche Centre for the History and Analysis of Recorded Music, jusqu'en 2009. Puis de 2009 à 2017, il enseigne à l'Université de Cambridge.

## Publications
- Musique, une brève introduction, traduit de l’anglais par Nathalie Gentili, Allia, Paris, 2006. Première édition sous le titre Music : A very short introduction, Oxford University Press, 1998.
- Analysing Musical Multimedia, Oxford University Press Inc., New York, 1998, [reprinted, 2004].